# Julie Christie
Julie Frances Christie (født 14. april 1941) er en engelsk skuespiller. Siden starten af 1960'erne har hun været blandt de mest markante kvindelige skuespillere i England.

## Biografi
Julie Christie blev født i Assam i Indien, der på det tidspunkt stadig var en del af det britiske rige. Hendes far var bestyrer af en teplantage. Som ung gik hun på klosterskole i Indien, men hun rejste snart til London for at gå på dramaskole. Allerede som 20-årig i 1961 fik hun sit gennembrud i en tv-science-fiction-serie på BBC.
Snart fik hun større roller også på film. De første kom i et par film af John Schlesinger, heriblandt rollen som den amoralske Diana Scott i Darling i 1965. Filmen indbragte Christie en Oscar for bedste kvindelige hovedrolle. I mellemtiden havde hun spillet rollen som Lara i David Leans filmatisering af Boris Pasternaks Doktor Zhivago. Senere blev det til markante roller i François Truffauts film Fahrenheit 451, Joseph Loseys Sendebuddet og Nicolas Roegs Rødt chok.
Fra 1967 boede Julie Christie i Hollywood, hvor hun indspillede flere film med Warren Beatty, som hun også privat havde et forhold til. Da dette forhold blev afsluttet, flyttede hun i 1974 tilbage til Det Forenede Kongerige og slog sig ned på en gård i Wales. Hun spillede efterhånden færre filmroller, især i store produktioner. I løbet af 1970'erne blev hun politisk aktiv inden for dyrevelfærd, miljøbevarelse og antiatomkraftbevægelsen. Hun er aldrig blevet gift, men har haft et langvarigt forhold til journalisten Duncan Campbell siden 1979.
I de seneste år er hun i nogle tilfælde vendt tilbage til de store produktioner med roller i blandt andet Troja, Harry Potter og Fangen fra Azkaban og Finding Neverland. Hendes seneste film gav hende roller dels som den danske læge Inge Genefke i The Secret Life of Words, dels som en kvinde ramt af Alzheimers sygdom i Away from Her, som var en vennetjeneste for dennes instruktør, Sarah Polley.

## Filmografi
Julie Christie har blandt andet indspillet følgende film:
- Hun er ikke til at styre (1962)
- Nu vil vi ikke stjæle mer' (1962)
- Billy løgneren (1963)
- Oprøreren (1965)
- Darling (1965)
- Doktor Zhivago (1965)
- Fahrenheit 451 (1966)
- Fjernt fra verdens vrimmel (1967)
- Petulia (1968)
- Sendebuddet (1970)
- Vestens syndige par (1971)
- Rødt chok (1973)
- Shampoo (1975)
- Djævelens sæd (1977)
- Himlen må vente (1978)
- Soldatens hjemkomst (1982)
- Hede og støv (1983)
- Skabt til succes (1986)
- The Railway Station Man (1992)
- Dragonheart (1996)
- Hamlet (1996)
- Belphégor – Le fantôme du Louvre (2001)
- No Such Thing (2001)
- Datingtricket (2002)
- Troy (2004)
- Harry Potter og Fangen fra Azkaban (2004)
- Finding Neverland (2004)
- The Secret Life of Words (2005)
- Away from Her (2006)